# Teaterladan
Teaterladan (traducido como Teatro Granero), oficialmente Hedemora Gamla Theater (traducido como «antiguo teatro de Hedemora») es un edificio situado en la localidad sueca de Hedemora, Dalarna. Fue construido en la década de 1820. Tiene tres plantas, de las cuales dos se utilizan como almacén o granero y la tercera planta como teatro. Es uno de tres teatros-granero que todavía quedan en Suecia y fue nombrado en 1964 como patrimonio cultural.

## Historia y uso
Teaterladan fue construido entre 1826 y 1829. El edificio tiene tres plantas, con el teatro en la parte superior y el granero en los dos plantas inferiores. La primera representación en el teatro fue una obra cantada por el grupo A. P. Bergman el 1 de febrero de 1829. Junto con el Teatro Antiguo de Vadstena y Teatro Antiguo de Eskilstuna, el Antiguo Teatro de Hedemora es uno de los tres teatros-granero que todavía existen en Suecia y está incluido en la ruta Europavägen historiska teatrar, un recorrido cultural por distintos teatros de Europa.
Actualmente en el granero se representan dramas y música a lo largo del verano. El granero cuenta también con un pequeño museo sobre el actor August Lindberg. Entre 1829 y 1888 se llevaron a cabo representaciones de forma regular. Entre 1888 y 1910 lo alquiló el Ejército de Salvación. Luego estuvo en desuso, pero fue restaurado por el 500º aniversario de la ciudad y se reabrió el 20 de junio de 1946. 
El 9 de octubre de 1964 el teatro fue registrado como patrimonio cultural (edificio privado).

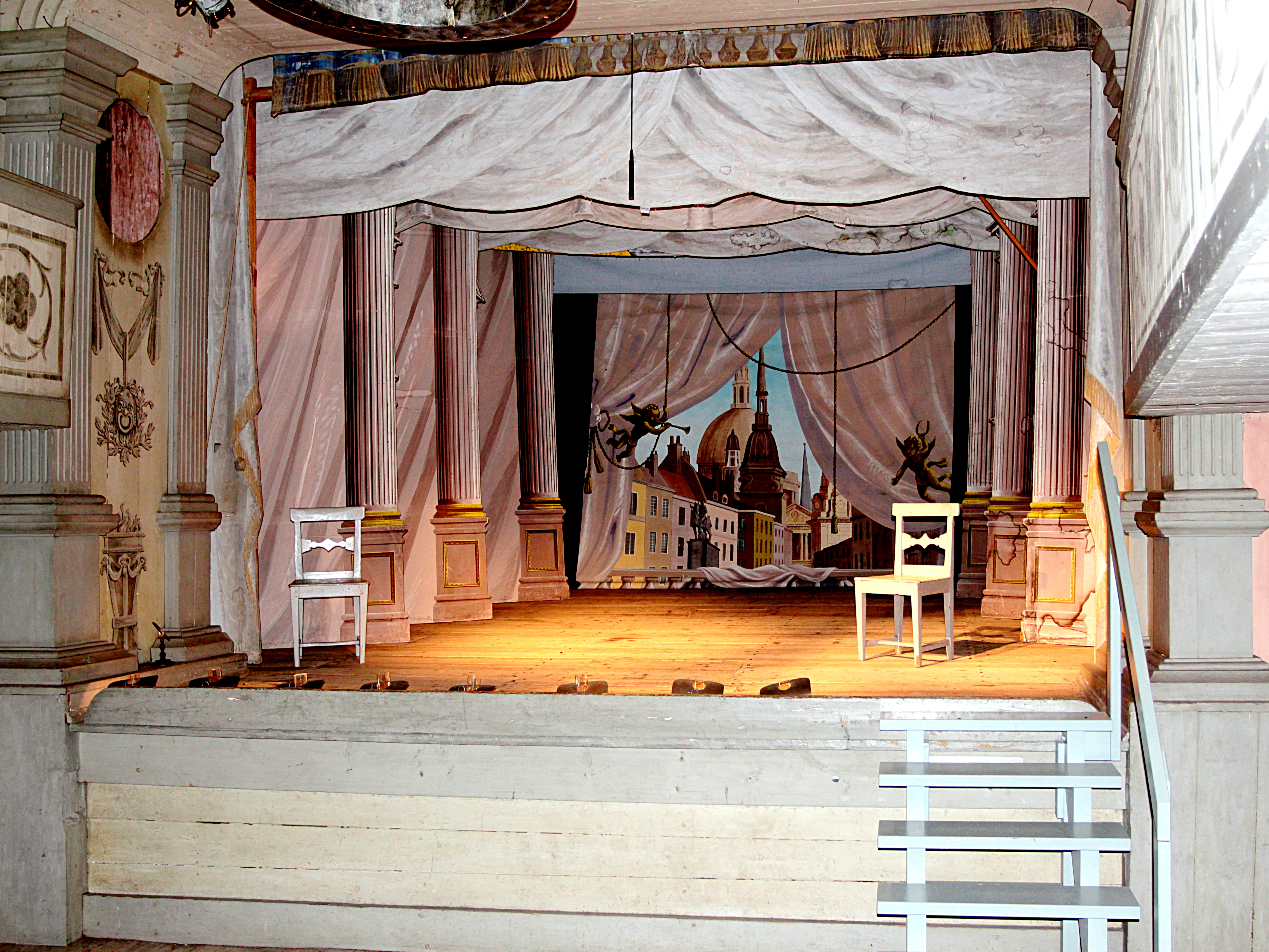
La escena
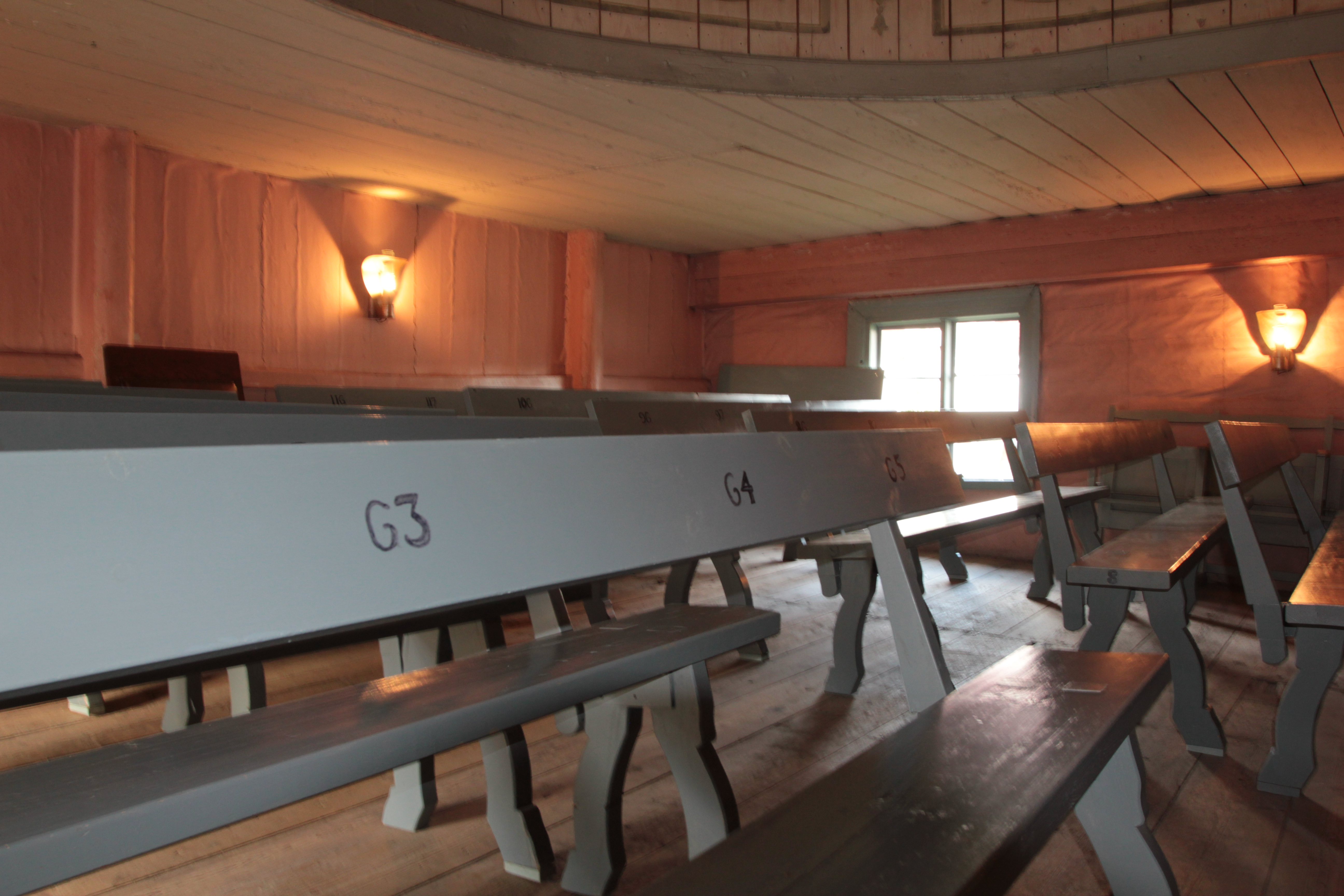
Bancos
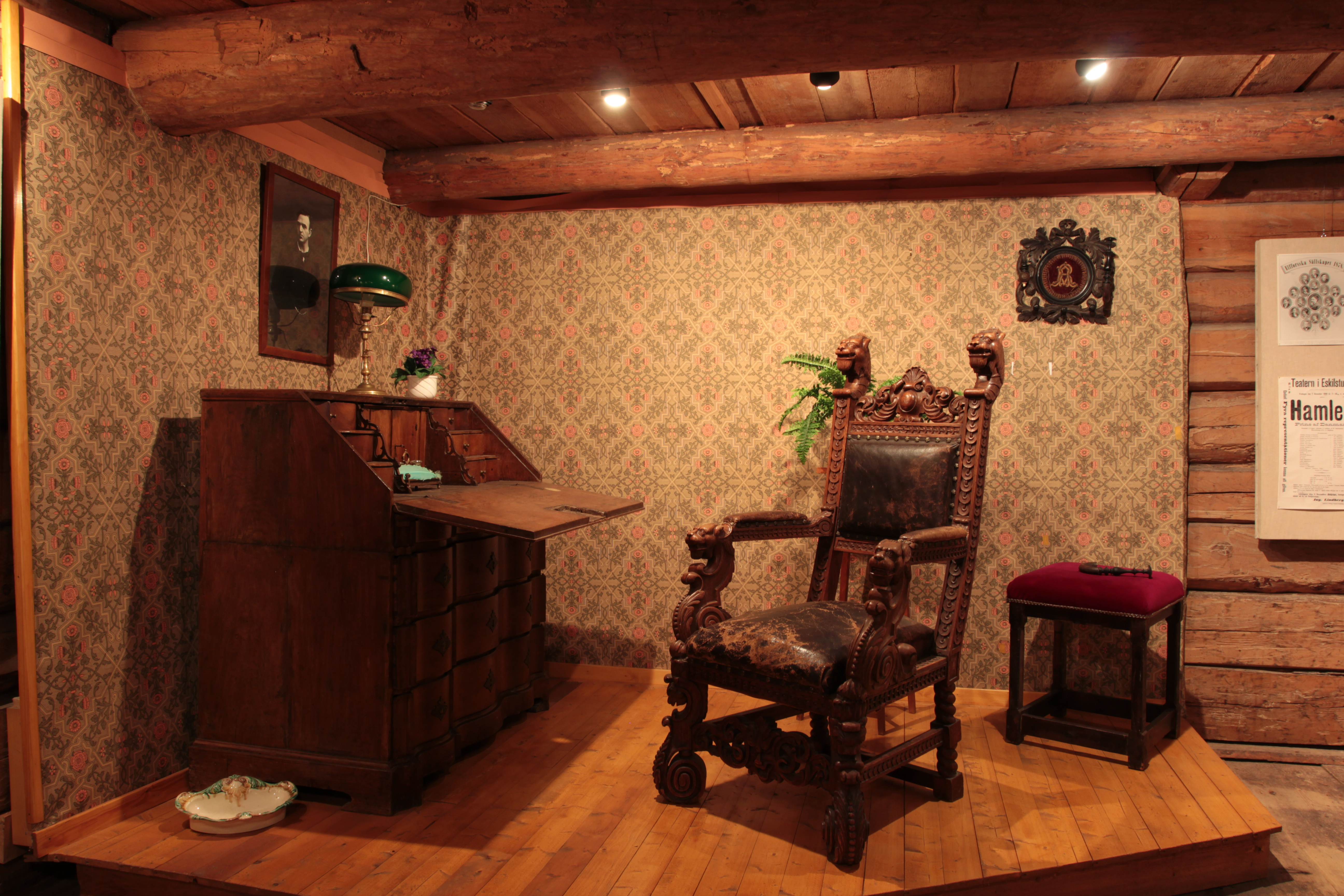
La esquina de August Lindberg, una parte de la exhibición de Lindberg